# Rexea antefurcata
Rexea antefurcata är en fiskart som beskrevs av Parin, 1989. Rexea antefurcata ingår i släktet Rexea och familjen havsgäddefiskar. Inga underarter finns listade i Catalogue of Life.